# フランク・ダブルデイ
フランク・ダブルデイ（Frank Doubleday）は、アメリカ合衆国出身の俳優である。

## 出演作品

### 映画
- プラネット・オブ・ファイヤー
- ニューヨーク1997（ロメロ）
- ジョン・カーペンターの要塞警察